# Hysteropterum evanescens
Hysteropterum evanescens är en insektsart som beskrevs av De Bergevin 1919. Hysteropterum evanescens ingår i släktet Hysteropterum och familjen sköldstritar. Inga underarter finns listade i Catalogue of Life.